# 赵尔康
赵尔康（1941年5月26日—2023年1月21日），男，辽宁海城人，中国电影演员，北京电影制片厂演员。代表作为电影《归心似箭》。